# The Killing Game Show
The Killing Game Show è un videogioco per piattaforma Amiga, Atari ST e Sega Mega Drive, pubblicato da Psygnosis nel 1990; è un videogioco a piattaforme con elementi shoot'em up.
La versione per Mega Drive fu commercializzata con il titolo Fatal Rewind.

## Storia
In un futuro prossimo c'è un solo programma reality televisivo capace di attirare oltre Cinquanta milioni di persone,The killing game show. Vennero creati dei pozzi pieni di creature ostili, il giocatore dovrà risalirli tutti per sopravvivere.

## Modalità di gioco
Durante il videogioco si guida un Mech di tipo Walker armato di due mitragliatrici di tipo Vulcan. Bisogna risalire le varie piattaforme saltando, arrampicandosi e sfruttando i vari appigli, prima che il livello di liquido radioattivo ci raggiunga, causando la distruzione del Walker. La particolarità del videogioco è che il computer "fa un Rewind" e si visualizza il replay di quando si viene distrutti, quindi nello stesso tempo il giocatore può riuscire a cambiare il suo destino. 
Modalità unica per giochi dell'epoca. Non mancano i power-up come armi supplementari, vite extra e chiavi sblocca porte. La difficoltà del gioco è altissima. Il videogioco si sviluppa su sedici livelli o pozzi.